# Harry Sandager
Harry Sandager, född 12 april 1887 i Providence i Rhode Island, död 24 december 1955 i Cranston i Rhode Island, var en amerikansk politiker (republikan). Han var ledamot av USA:s representanthus 1939–1941.
Sandager efterträdde 1939 John Matthew O'Connell som kongressledamot och efterträddes 1941 av John E. Fogarty.
Sandager är begravd på St. Francis Cemetery i Pawtucket i Rhode Island.